# Finala Ligii Campionilor 2007
Finala Ligii Campionilor UEFA 2007 a fost un meci de fotbal jucat pe Stadionul Olimpic din Atena, Grecia la data de 23 mai 2007, pentru a decide câștigătoarea Ligii Campionilor din sezonul 2006/2007. Clubul englez Liverpool a înfruntat clubul italian AC Milan, într-o repetare a finalei din anul 2005. AC Milan a câștigat meciul (scor 2-1), cu două goluri înscrise de jucătorul meciului, Filippo Inzaghi.
Liverpool și AC Milan își începuseră campania încă din a treia rundă de calificare, ambele avansând în faza grupelor, pe care le-au și câștigat. Ambele cluburi au învins, în drumul lor către finală, foste campioane ale Europei. AC Milan a învins pe Celtic F.C. (campioană în anul 1967), Bayern München (de patru ori campioană) și pe Manchester United (campioană în 1999), iar Liverpool a trecut de deținătoare trofeului, FC Barcelona și de campioana din 1988, PSV Eindhoven.
Înainte de meci au fost probleme cu organizarea din cauza numărului mare de suporteri care au intrat pe stadion fără bilet. După meci, un purtător de cuvânt al UEFA a acuzat clubul Liverpool că are cei mai răi suporteri din Europa, o afirmație contrazisă mai târziu de către președintele UEFA, Michel Platini.

## Drumul spre finală

### AC Milan
După tragerea la sorți, Milan a trebuit să joace în turul trei preliminar cu câștigătoarea Cupei Campionilor Europeni din 1991, Steaua Roșie Belgrad. Milan a câștigat în prima manșă cu scorul de 1-0, după reușita lui Filippo Inzaghi. Manșa a doua, din Belgrad, fost câștigată, de asemenea de Milan, cu scorul de 2-1, marcatorii fiind Inzaghi și Clarence Seedorf.

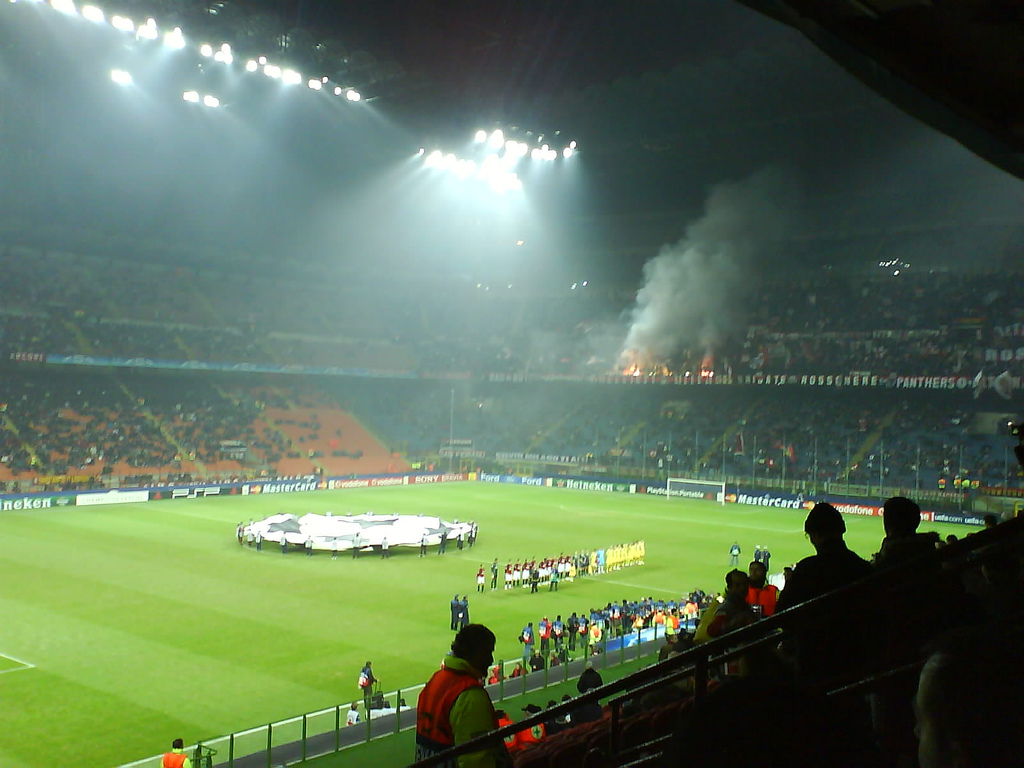
AC Milan vs. Lille în Grupa H

După alegerea grupelor, Milan a intrat în Grupa H, alături de AEK Atena, Anderlecht și Lille. Primul meci din grupă al italienilor a fost cel împotriva celor de AEK Atena, acasă la Milan, pe stadionul San Siro. Milan a câștigat meciul, scor 3-0, datorită golurilor înscrise de Inzaghi în minutul 17, Gourcuff în minutul 42 și 
Kaká, care a înscris dintr-o lovitură de pedeapsă în minutul 76. Al doilea meci a fost împotriva echipei franceze, Lille. Rezultatul a fost unul egal, scor 0-0, scor ce menținea Milanul pe prima poziție din grupă, cu 4 puncte acumulate
. Următoarele două meciuri ale italienilor au fost în compania clubului belgian Anderlecht. Ambele meciuri au fost câștigate de Milan, primul, după un gol înscris de Kaká în minutul 58, iar al doilea terminat cu o victorie categorică, 4-1, după un hattrick a lui Kaká și un gol înscris în prelungiri de Alberto Gilardino. Ultimele două meciuridin grupă au însemnat și două înfrângeri pentru Milan. În primul meci a fost învinsă de AEK Atena, scor 0-1, mulțumită unui gol înscris de Júlio César. Cu toate acestea, la sfârșitul meciului, Milan a devenit calificată în runda următoare, datorită scorului de 0-0 înregistrat în partida dintre Anderlecht și Lille. În ultimul meci din grupă, Milan a fost învinsă cu scorul de 0-2 de Lille.
În primul meci din runda eliminatorie, Milan s-a întâlnit cu Celtic. Prima manșă, jucată în Glasgow, s-a terminat cu scorul de 0-0, cu toate că Milan a ratat o ocazie uriașă de gol prin Alberto Gilardino al cărui șut a fost apărat de portarul Artur Boruc. A doua manșă a fost câștigată de Milan, datorită golului înscris de Kaká în prima repriză de prelungiri a meciului.
În sferturile de finală Milan a întâlnit pe Bayern München din Germania. Prima manșă s-a jucat pe San Siro și s-a terminat la egalitate, scor 2-2. Milan a deschis scorul prin Andrea Pirlo însă Bayern a egalat în minutul 78, după ce Daniel van Buyten a înscris după centrarea lui Salihamidžić. Milan a întrat din nou în avantaj, de data aceasta prin Kaká, care a fructificat o lovitură de pedeapsă, obținută tot de el după faultul lui Lucio. Van Buyten a egalat din nou, cu un gol înscris în prelungirile meciului. Manșa secundă, de pe Allianz Arena a fost câștigată de Milan, care a înscris în prima repriză două goluri în patru minute.
În semifinală, Milan a jucat împotriva clubului englez Manchester United FC. Prima manșă, de pe Old Trafford, a fost câștigată de către echipa gazdă, scor 3-2. În minutul 5, Cristiano Ronaldo a deschis scorul. Milan a egalat în minutul 22, după ce Kaká a șutat printre picioarele lui Heinze, mingea ajungând în poarta apărată de van der Sar. 15 minute mai târziu, Kaká  a adus Milanul în avantaj printr-un șut de la marginea careului. Wayne Rooney a readus egalitatea pe tabelă în minutul 59, și apoi a înscris și golul victoriei după ce șutul său l-a învins pe Dida, în prelungirile meciului. 
 În manșa a doua Milan a învins cu scorul de 3-0, (goluri: Kaká în minutul 11, Seedorf în minutul 30 și Gilardino în minutul 78), scor ce i-a calificat pe Rossoneri în cea de a 11-a finală de Liga Campionilor
.

### Liverpool F.C.
Liverpool a întâlnit pe Maccabi Haifa în turul trei preliminar. Prima manșă s-a jucat pe Anfield, Liverpool. Maccabi a deschis scorul în minutul 29, atunci când Gustavo Boccoli a înscris. Liverpool a egalat  după doar patru minute datorită golului înscris de Craig Bellamy din centrarea lui Momo Sissoko. La două minute după ce a intrat pe teren, Mark González a înscris golul victoriei pentru Liverpool. În cea de-a doua manșă, Maccabi a deschis din nou scorul în minutul 22 prin atacantul Alain Masudi. La acest scor, Maccabi era echipa care mergea mai departe în competiție datorită golului înscris în deplasare. 
Liverpool a egalat în minutul 54, Peter Crouch fructificând pasa perfectă a lui Jermaine Pennant. Cu scorul general de 3-2, echipa engleză și-a asigurat calificarea în faza grupelor.

După alegerea grupelor, Liverpool a intrat în Grupa C, în compania cluburilor Bordeaux, Galatasaray și PSV Eindhoven. Primul meci din grupă, împotriva celor de la PSV Eindhoven, s-a terminat nedecis, scor 0-0. Steven Gerrard a avut cea mai mare ocazie a meciului, mingea șutată de acesta lovind bara porții adverse. Următorul meci, împotriva echipei turcești Galatasaray, părea tranșată încă din minutul 15. Peter Crouch a înscris în minutul 9 din centrarea lui Fábio Aurélio, iar 6 minute mai târziu Luis Garcia a dus scorul la 2-0. Liverpool a mai marcat încă odată în minutul 52 prin același Crouch însă finalul meciului a fost unul tensionat, echipa turcă înscriind de două ori. Următoarele două meciuri au fost împotriva clubului Bordeaux din Franța. Liverpool a învins în ambele meciuri, cu 1-0 (Crouch) și respectiv 3-0 (Luis Garcia de două ori și Steven Gerrard), calificându-se în runda eliminatorie. Clubul englez și-a asigurat primul loc în grupă după victoria cu scorul de 2-0 împotriva celor de la PSV Eindhoven, golurile fiind marcate de Peter Crouch și Steven Gerrard. În ultimul meci din grupă, jucat la Istanbul, cu Galatasaray, Liverpool a pierdut cu scorul de 3-2.

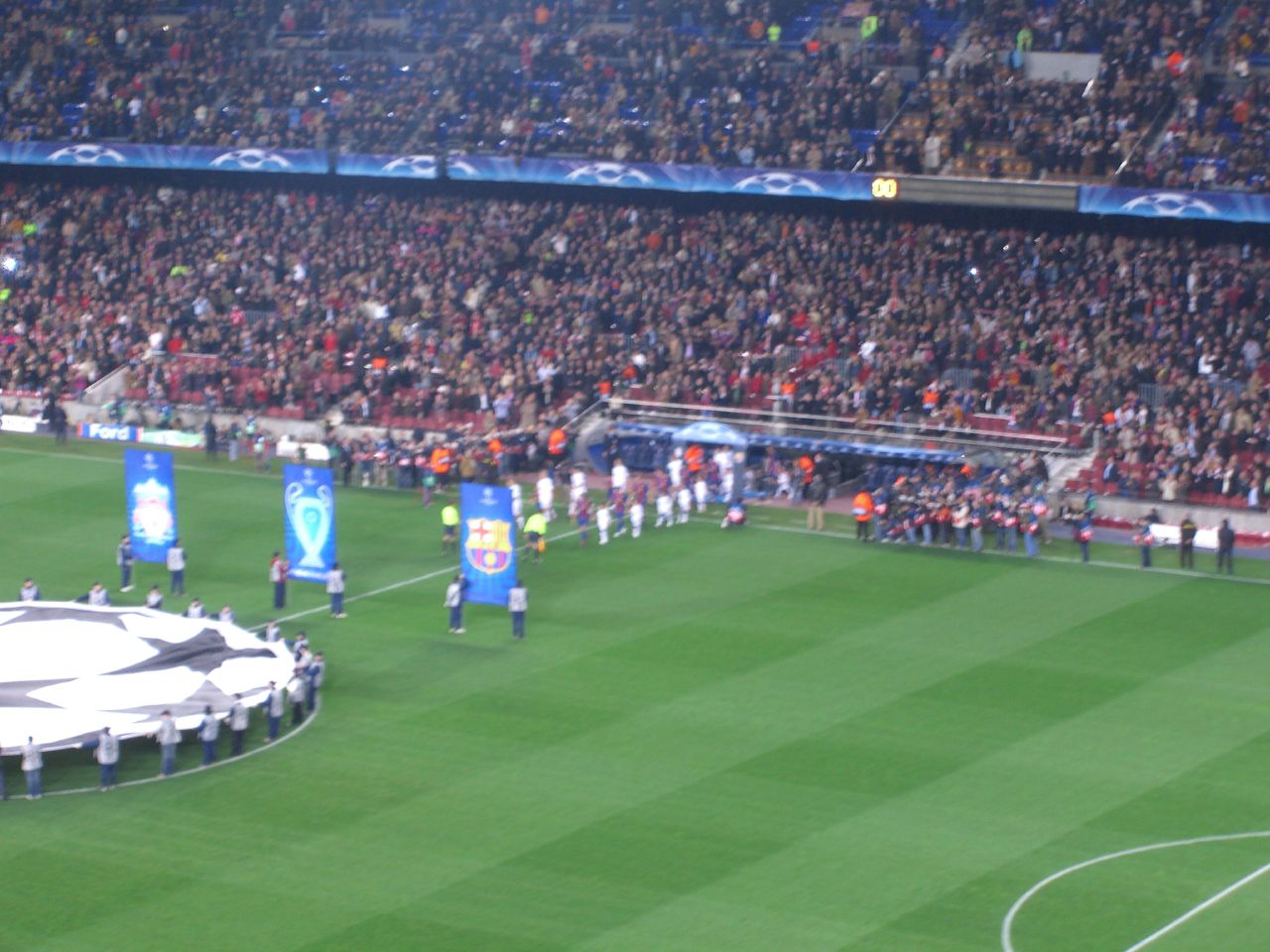
Liverpool vs. Barcelona

Adversarul din prima rundă eliminatorie a fost deținătoarea trofeului, clubul spaniol FC Barcelona. Prima manșă s-a jucat pe Camp Nou. Barcelona a dschis scorul prin Deco însă scorul a fost egalat în minutul 43, atunci când Craig Bellamy a înscris un gol cu capul. În minutul 74, Liverpool a închis tabela prin golul lui Riise.  În ciuda faptului că Barcelona a câștigat a doua manșă cu 1-0, echipa calificată a fost Liverpool, datorită golului în plus înscris în deplasare.

În sferturile de finală, Liverpool s-a reîntâlnit cu o adversară din faza grupelor, PSV Eindhoven. Liverpool a câștigat ambele manșe, mai întâi cu scorul de 3-0 în deplasare, pe Philips Stadion, iar apoi cu scorul de 1-0 pe teren propriu, după golul lui Crouch din minutul 67.
În semifinală Liverpool s-a întâlnit cu o adversară compatrioată, Chelsea F.C.. Era a doua oară în trei ani când cele două cluburi se întâlneau în acest stagiu al competiției. Chelsea a câștigat primul meci cu 1-0, datorită golului înscris de Joe Cole în minutul 29.  Manșa următoare s-a prelungit până la executarea loviturilor de la 11 metri, după ce Daniel Agger a egalat scorul general. După ce Boudewijn Zenden a înscris primul gol, portarul lui Liverpool, José Manuel Reina a apărat lovitura executată de Arjen Robben. Xabi Alonso, Frank Lampard și Steven Gerrard au înscris în continuare, după care Reina a apărat și șutul lui Geremi, lăsându-l pe Dirk Kuyt să execute lovitura decisivă.

### Runda eliminatorie
| Echipa     | J | V | E | Î | GM | GP | +/- | Pct |
| ---------- | - | - | - | - | -- | -- | --- | --- |
| Milan      | 6 | 3 | 1 | 2 | 8  | 4  | +4  | 10  |
| Lille      | 6 | 2 | 3 | 1 | 8  | 5  | +3  | 9   |
| AEK Atena  | 6 | 2 | 2 | 2 | 6  | 9  | −3  | 8   |
| Anderlecht | 6 | 0 | 4 | 2 | 7  | 11 | −4  | 4   |

| Echipa        | J | V | E | Î | GM | GP | +/- | Pct |
| ------------- | - | - | - | - | -- | -- | --- | --- |
| Liverpool     | 6 | 4 | 1 | 1 | 11 | 5  | +6  | 13  |
| PSV Eindhoven | 6 | 3 | 1 | 2 | 6  | 6  | 0   | 10  |
| Bordeaux      | 6 | 2 | 1 | 3 | 6  | 7  | −1  | 7   |
| Galatasaray   | 6 | 1 | 1 | 4 | 7  | 12 | −5  | 4   |

## Problemele organizatorice
Din cele 63.800 de bilete existente pentru finală, doar 9.000 au fost puse la vânzare pentru publicul general. Restul au fost împărțite între cele două echipe (17.000 fiecare) și între membrii și sponsorii UEFA care au primit 20.800 de bilete.
Acest fapt a dus la unele probleme înainte de începerea meciului. În timp ce fanii de înghesuiau la porțile stadionului, Poliția greacă i-a informat că stadionul e plin și au interzis accesul unor fani care aveau bilete.
 Sursele UEFA au spus că peste 5000 de fani au intrat pe Stadionul Olympic fără bilete sau cu bilete false, în timp ce mii de fani cu bilete au fost refuzați, poliția închizând porțile.

Din cauza acestui fapt situația a devenit tensionată, fanii lui Liverpool încercând să intre, forțând blocada impusă de polițiștii greci. Poliția specială a folosit gazele lacrimogene și bastoanele pentru a împrăștia mulțimea.
Purtătorul de cuvânt al UEFA, William Gaillard a dat vina pe fanii lui Liverpool pentru aceste probleme: Fanii lui Milan nu au avut aceleași probleme pentru că nu s-au comportat în același fel.
 Un raport UEFA apărut imediat după meci i-a numit pe fanii echipei engleze cei mai răi fani din Europa, Gaillard declarând: Care alți fani ar fura bilete de la ceilalți suporteri sau de la copii?
 Cu toate acestea, președintele UEFA, Michel Platini a admis mai târziu că declarațiile au fost pripite. UEFA a fost și ea criticată pentru proasta organizare și pentru măsurile insuficiente pe care le-a luat, cu toate că știa numărul mare de fani care urmau să călătorească la Atena. Simon Gass, ambasadorul Regatului Unit în Grecia a spus: Cu siguranță au fost niște probleme după ce biletele false au fost acceptate - este un lucru pe care UEFA trebuie să îl analizeze. Între timp, acționarul clubului Liverpool, Tom Hicks a apreciat decizia UEFA de a aloca câte 17,000 de bilete celor două echipe, drept una nebună, știind că numai Liverpool aducea la Atena circa 40.000 de suporteri.

## Mingea finalei
Adidas, firma care pune la dispoziție mingile pentru toate competițiile UEFA sau FIFA, a prezentat mingea finalei la data de 9 martie 2007, numită Adidas Finale Athens. Pe minge a fost imprimată sigla Ligii Campionilor și culorile albastru și alb, care reprezintă culorile steagului național al Greciei.

## Cronica meciului
Liverpool și Milan i-au avut în acel sezon ca cei mai buni marcatori pe Kaká, care a fost desemnat și golgheter cu 10 goluri înscrise, și Peter Crouch, care a înscris șase goluri.
Milan a ales să poarte echipamentul alb-complet în finală, cu toate că după tragerea la sorți, era considerată echipa gazdă.  
Au considerat că echipamentul este unul norocos (italiană maglia fortunata). Această decizie a însemnat că Liverpool putea să evolueze în echipamentele tradiționale, cu tricouri roșii, șorturi roșii și șosete roșii. În toate competițiile europene câștigate de Liverpool, echipa a purtat acest set de echipament, două dintre aceste titluri fiind câștigate împotriva celor de la Milan, care jucaseră în alb complet.
Milan a început cu cea mai bătrână echipă din istoria finalelor Ligii Campionilor, cu o medie de vârstă de 31 de ani și 34 de zile. Paolo Maldini, la 38 de ani și 331 zile, a fost cel mai în vârstă jucător al finalei. Liverpool a introdus în echipa de start cinci jucători care au evoluat și în finala din 2005: Xabi Alonso, Jamie Carragher, Steve Finnan, Steven Gerrard și John Arne Riise.

### Prima repriză
Prima repriză a început tensionat, în primele minute fiind acordate un număr mare de lovituri libere cauzate de faulturi. Prima ocazie de gol a venit în minutul nouă când Jermaine Pennant l-a deposedat pe Marek Jankulovski, însă șutul trimis de acesta a fost prins de portarul milanezilor, Dida. Milan a răspuns în minutul 17 printr-o combinație între Pirlo și Inzaghi, însă mingea ajunsă la Kaká în cele din urmă, a fost reținută de Pepe Reina. În minutele următoare John Arne Riise și Xabi Alonso nu au găsit poarta cu șuturi de la distanță, în timp ce Massimo Oddo și Marek Jankulovski au creat unele probleme pe flancuri. În minutul 35, Pennant l-a deposedat pe Maldini, însă pasa s-a către Kuyt a fost blocată. Spre deosebire de întâlnirea din 2005, în prima repriză s-a marcat numai un gol, înscris, împotriva cursului jocului, de către atacantul Filippo Inzaghi. Golul a venit în minutul 45, după o lovitură liberă executată de Andrea Pirlo. Mingea deviată a ajuns în poarta lui Pepe Reina, care se aruncase în direcția opusă.
 Reluările au arătat că mingea l-a lovit pe Inzaghi în mână în drumul spre poartă, însă arbitrul nu a considerat că a fost necesară acordarea unei lovituri libere pentru Liverpool. Inzaghi a declarat mai târziu că, deși devierea a fost intenționată, el nu a vrut să lovească mingea cu mâna.

### A doua repriză
Liverpool a jucat cu atenție imediat după pauză, cu toate că tot ei continuau să aibă posesia mingii.
În minutul 62, Liverpool și-a creat cea mai mare ocazie de gol. Căpitanul Steven Gerrard a profitat de eroarea lui Gennaro Gattuso și a scăpat singur cu portarul milanez, însă șutul său nu a avut forța necesară pentru a-l învinge pe brazilian. Jocul a continuat după același tipar, acțiunile fiind concentrate mai mult în jumătatea milanezilor, însă fără ocazii mari de gol din partea celor două echipe. Antrenorul celor de la Liverpool l-a scos apoi de pe teren pe Javier Mascherano și l-a introdus pe golgheterul Peter Crouch, pentru a forța egalarea. Până atunci, Mascherano îl marcase bine pe Kaká, iar această schimbare îi dădea posibilitatea brazilianului să aibă mai multă libertate pe teren. În minutul 82 Inzaghi a evitat offsaidul, după o pasă a lui Kaká, și l-a învins pe Reina, ducând scorul la 2-0. Dirk Kuyt a mai dat câteva speranțe în minutul 89 când a înscris după o deviere a lui Daniel Agger, însă Milanul a rezistat până la final, câștigând finala cu 2-1.

### După meci

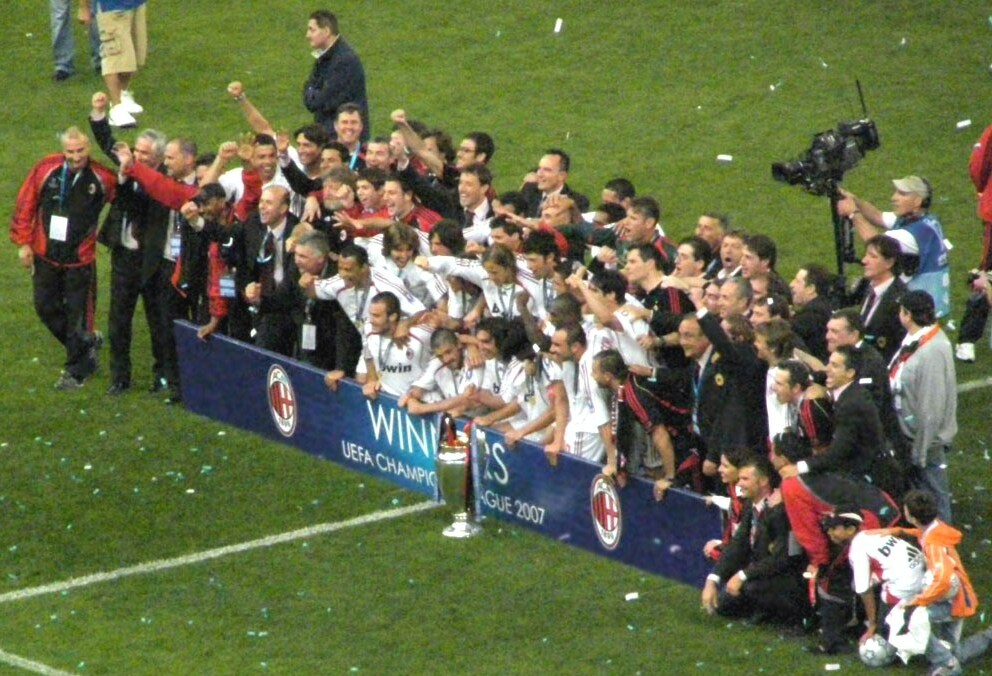
Jucătorii lui Milan sărbătorind câștigarea trofeului

Trofeul a fost acordat căpitanului celor de la Milan, Paolo Maldini, în Loja Invitaților de Onoare. În ultimii ani devenise o obișnuință ca trofeul să fie acordat pe un podium construit în centrul terenului, însă Michel Platini a revenit la fosta tradiție de a înmâna trofeul din mijlocul fanilor. A fost prima dată când trofeul a fost acordat unui căpitan împotriva căruia președintele UEFA a și jucat în trecut; spre finalul carierei Michel Platini juca la Juventus Torino, iar tânărul Maldini debuta pentru Milan.

## Detaliile meciului
| AC Milan        | 2 - 1 | Liverpool FC |
| --------------- | ----- | ------------ |
| Inzaghi 45' 82' |       | Kuyt 89'     |

| AC Milan | Liverpool FC |

| AC MILAN: |    |                   |     |       |
| |    |                   |     |       |
| P | 1  | Dida              |     |       |
| FD | 44 | Massimo Oddo      |     |       |
| FC | 13 | Alessandro Nesta  |     |       |
| FC | 3  | Paolo Maldini     |     |       |
| FS | 18 | Marek Jankulovski | 54' | 80'   |
| MD | 8  | Gennaro Gattuso   | 40' |       |
| MC | 21 | Andrea Pirlo      |     |       |
| MC | 23 | Massimo Ambrosini |     |       |
| MS | 10 | Clarence Seedorf  |     | 90+2' |
| MO | 22 | Kaká              |     |       |
| A | 9  | Filippo Inzaghi   |     | 88'   |
| Rezerve: |    |                   |     |       |
| P | 16 | Željko Kalac      |     |       |
| F | 2  | Cafu              |     |       |
| F | 4  | Kakha Kaladze     |     | 80'   |
| F | 19 | Giuseppe Favalli  |     | 90+2' |
| M | 27 | Serginho          |     |       |
| M | 32 | Cristian Brocchi  |     |       |
| A | 11 | Alberto Gilardino |     | 88'   |
| Antrenor: |    |                   |     |       |
| Carlo Ancelotti Omul meciului: Filippo Inzaghi Arbitri asistenți: Carsten Kadach Volker Wezel Arbitru de rezervă: Florian Meyer |    |                   |     |       |

| LIVERPOOL:     |    |                   |     |     |
|                |    |                   |     |     |
| P              | 25 | José Manuel Reina |     |     |
| FD             | 3  | Steve Finnan      |     | 88' |
| FC             | 23 | Jamie Carragher   | 60' |     |
| FC             | 5  | Daniel Agger      |     |     |
| FS             | 6  | John Arne Riise   |     |     |
| MC             | 14 | Xabi Alonso       |     |     |
| MC             | 20 | Javier Mascherano | 58' | 78' |
| MD             | 16 | Jermaine Pennant  |     |     |
| MS             | 32 | Boudewijn Zenden  |     | 59' |
| MO             | 8  | Steven Gerrard    |     |     |
| A              | 18 | Dirk Kuyt         |     |     |
| Rezerve:       |    |                   |     |     |
| GK             | 1  | Jerzy Dudek       |     |     |
| DF             | 2  | Álvaro Arbeloa    |     | 88' |
| DF             | 4  | Sami Hyypiä       |     |     |
| MF             | 7  | Harry Kewell      |     | 59' |
| MF             | 11 | Mark González     |     |     |
| FW             | 15 | Peter Crouch      |     | 78' |
| FW             | 17 | Craig Bellamy     |     |     |
| Antrenor:      |    |                   |     |     |
| Rafael Benítez |    |                   |     |     |

## Statistici

### Prima repriză
|                   | Milan | Liverpool |
| ----------------- | ----- | --------- |
| Goluri marcate    | 1     | 0         |
| Șuturi la poartă  | 2     | 5         |
| Șuturi pe poartă  | 2     | 1         |
| Posesia mingii    | 58%   | 42%       |
| Cornere           | 1     | 1         |
| Faulturi          | 6     | 16        |
| Offsaiduri        | 1     | 2         |
| Cartonașe galbene | 1     | 0         |
| Cartonașe roșii   | 0     | 0         |

### Repriza a doua
|                   | Milan | Liverpool |
| ----------------- | ----- | --------- |
| Goluri marcate    | 1     | 1         |
| Șuturi la poartă  | 3     | 7         |
| Șuturi pe poartă  | 1     | 3         |
| Posesia mingii    | 47%   | 53%       |
| Cornere           | 3     | 5         |
| Faulturi          | 8     | 10        |
| Offsaiduri        | 2     | 1         |
| Cartonașe galbene | 1     | 2         |
| Cartonașe roșii   | 0     | 0         |

### Total
|                   | Milan | Liverpool |
| ----------------- | ----- | --------- |
| Goluri marcate    | 2     | 1         |
| Șuturi la poartă  | 5     | 12        |
| Șuturi pe poartă  | 3     | 4         |
| Posesia mingii    | 53%   | 47%       |
| Cornere           | 4     | 6         |
| Faulturi          | 14    | 26        |
| Offsaiduri        | 3     | 3         |
| Cartonașe galbene | 2     | 2         |
| Cartonașe roșii   | 0     | 0         |